# Trident Juncture 2018

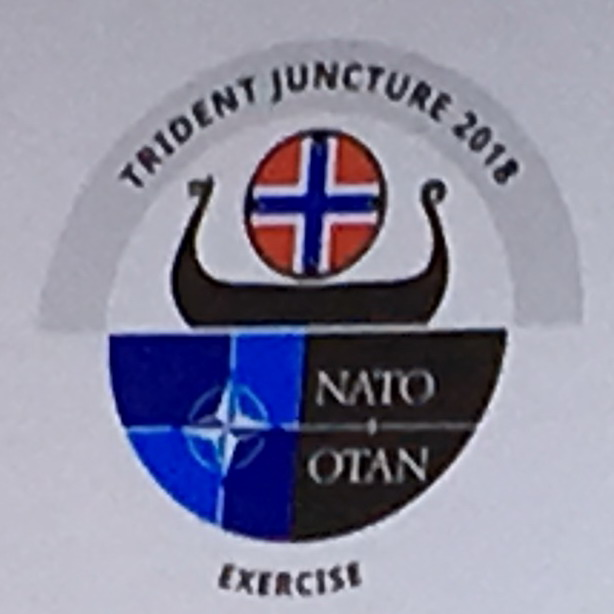
Trident Juncture 2018

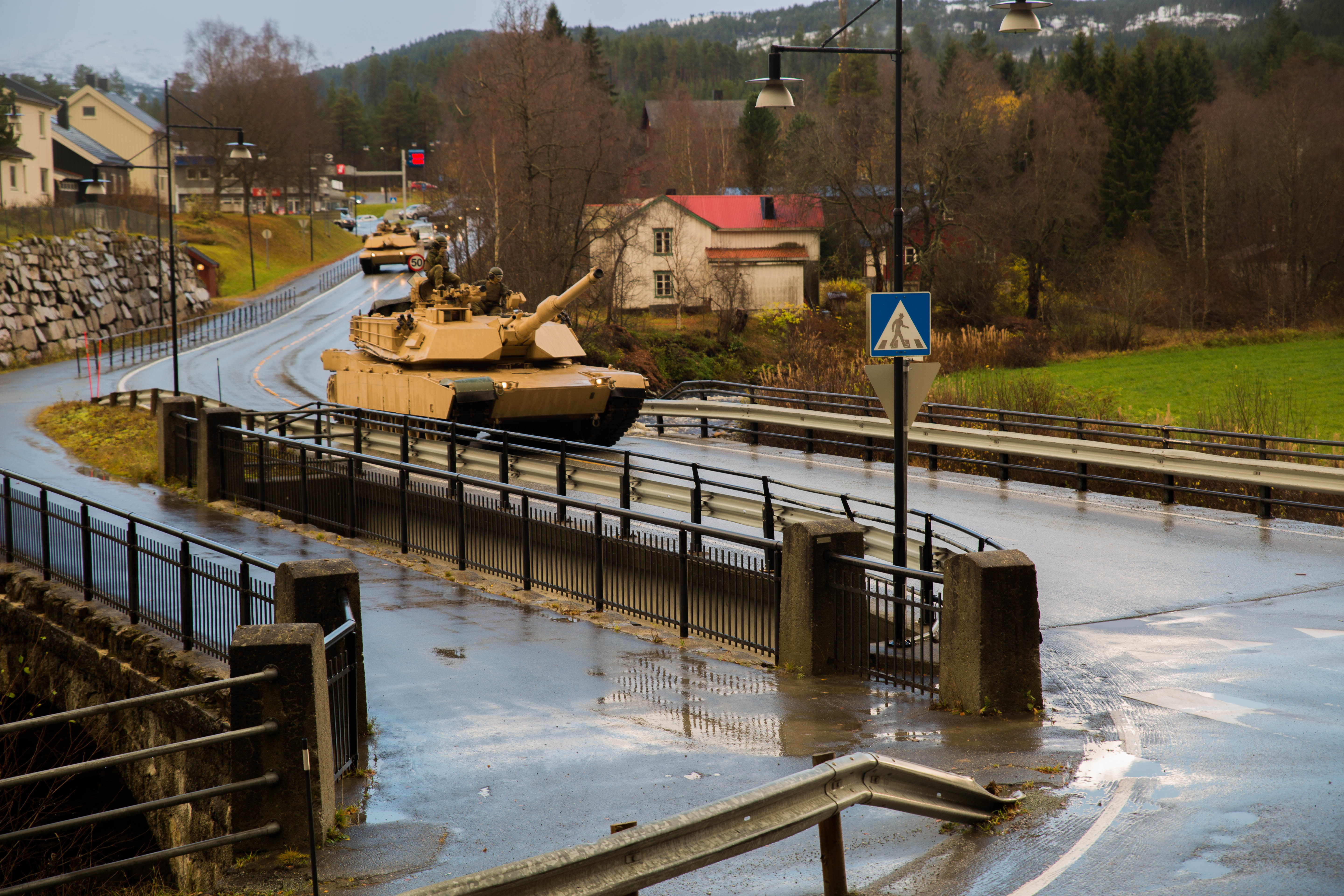
US-Kampfpanzer vom Typ M1A1 Abrams bei Storås

Trident Juncture 18, abgekürzt TRJE18, war ein multinationales Großmanöver der NATO, das vom 25. Oktober bis zum 23. November 2018 in und um Norwegen abgehalten wurde. Die Übung gehört zur Manöverserie Trident Juncture. Trident Juncture 18 ist das größte Militärmanöver in Norwegen seit 1980 und das größte Manöver der NATO seit dem Ende der Reforger-Großmanöver und der Auflösung der Sowjetunion.
Parallel dazu fand das Seemanöver „Northern Coasts 2018“ in der Ostsee vor Finnland statt, an dem mehr als 40 Schiffe und Boote und 4000 Soldaten aus 13 Nationen beteiligt waren. Die Deutsche Marine beteiligte sich in der Ostsee mit der Korvette Erfurt, der Fregatte Hamburg, zwei Minenjagdbooten der Frankenthal-Klasse und einem Zug einer Küsteneinsatzkompanie.

## Auftrag
In der Übung wurde der Bündnisfall, der nach dem Eindringen einer feindlichen Streitkraft in ein Staatsterritorium eines NATO-Mitglieds ausgerufen wird, simuliert. „Südliche Kräfte“, formiert unter anderem von der Bundeswehr (Deutschland), Italienischen Streitkräften und britischen Streitkräften, wehrten einen Angriff von „nördlichen Kräften“ ab. Letztere bestanden unter anderem aus Truppen der USA, Kanadas und Norwegens. In der zweiten Runde simulierten die „südlichen Kräfte“ einen Gegenangriff auf die „nördlichen Kräfte“.

## Umfang

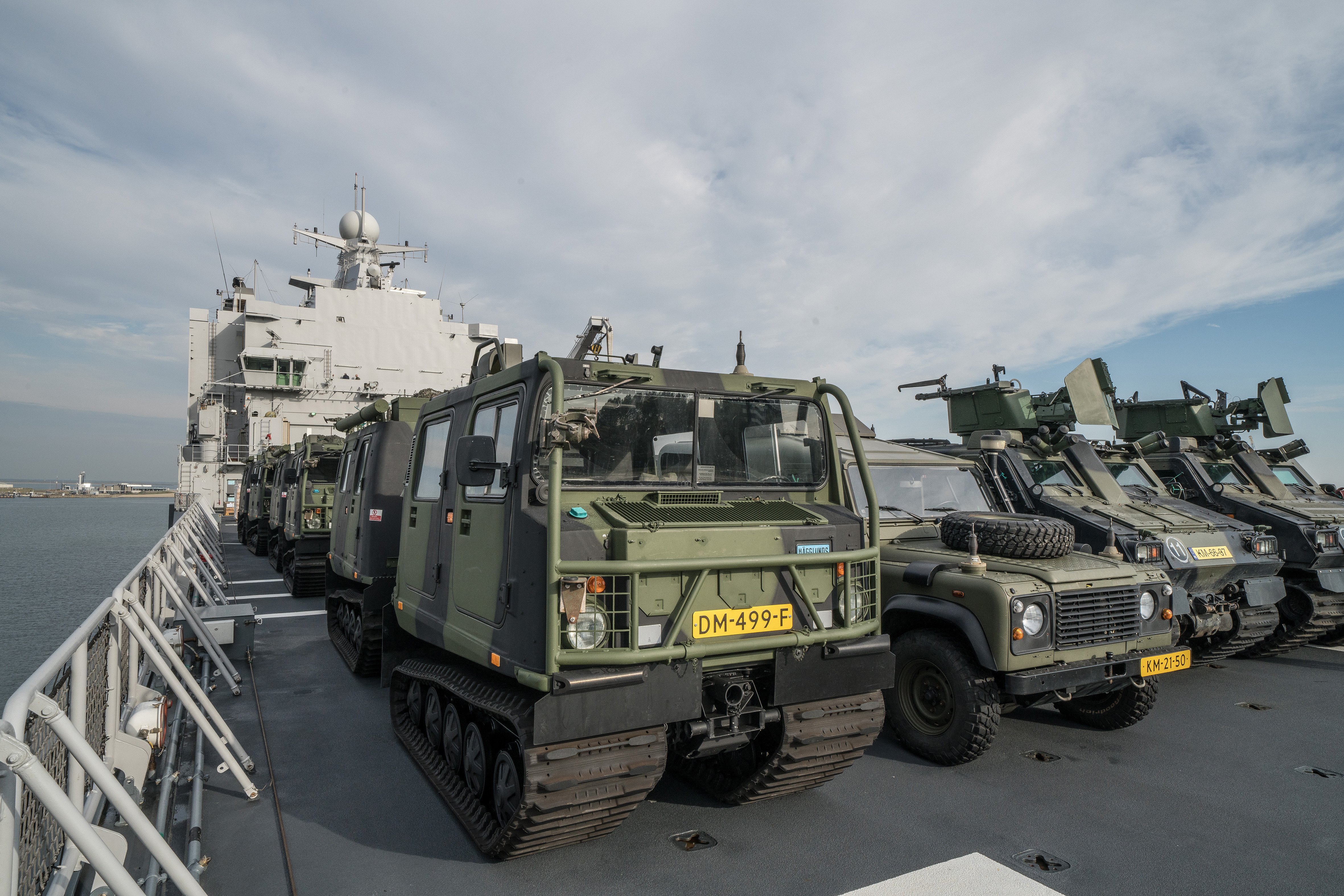
Transport von Ausrüstung

An der Übung nahmen rund 50.000 Soldaten aus 29 NATO-Mitgliedsstaaten sowie aus Schweden und aus Finnland teil. Bei der Übung wurden außerdem 150 Luftfahrzeuge, 70 Wasserfahrzeuge und 10.000 Bodenfahrzeuge eingesetzt sowie die NATO Response Force (NRF) mit der Very High Readiness Joint Task Force (VJTF) unter Führung des deutschen Brigadegenerals Ullrich Spannuth.
Die Vereinigten Staaten beteiligen sich unter anderem mit dem Kommandoschiff Mount Whitney, dem Amphibious Transport Dock New York und rund 2000 US-Soldaten einer Marine Air-Ground Task Force (MAGTF), bestehend aus Teilen der 24. Marine Expeditionary Unit (MEU) des United States Marine Corps (USMC), dem amphibischen Angriffsschiff Iwo Jima. Die USA hatten seit Ende September 2018 mit American Roll-on Roll-off Carrier (ARC) zahlreiche Militärfahrzeuge und Ausrüstung nach Norwegen gebracht. Am 9. Oktober 2018 wurde die Teilnahme des US-Flugzeugträgers Harry S. Truman bekanntgegeben.
Deutschland entsendet zu der Übung etwa 8500 Bundeswehr-Soldaten und mehrere Fahrzeuge, darunter rund 100 Kampf- und Schützenpanzer unter anderem der Panzerlehrbrigade 9 und das Panzerbataillon 414 sowie in Teilen das Gebirgsjägerbataillon 232, das Sanitätsregiment 3, das Sanitätslehrregiment, das Panzerpionierbataillon 130, den deutschen Anteil am 1. Deutsch-Niederländischen Korps, das Flugabwehrraketengeschwader 1, das Marinefliegergeschwader 3 „Graf Zeppelin“, das Taktische Luftwaffengeschwader 31 „Boelcke“, Taktische Luftwaffengeschwader 51 „Immelmann“, das Lufttransportgeschwader 62 und weitere Truppenteile.
Kanada beteiligte sich mit zwei Fregatten (darunter die FFH 332 HMCS Ville de Québec), zwei Küstenschiffen, rund 2000 Soldaten und mehreren Flugzeugen.
Großbritannien beteiligte sich mit der British Army und rund 1600 Soldaten der 4th Infantry Brigade und über 1000 Fahrzeugen.
Italien schickte rund 1200 Soldaten der Panzerbrigade Ariete.
Vom finnischen Luftwaffenstützpunkt in Rovaniemi aus nahmen auch US-amerikanische und belgische Kampfflugzeuge an der Übung teil. Finnland beteiligte sich mit neun Kampfflugzeugen F/A-18, 160 Luftwaffensoldaten und einer amphibischen Einheit mit rund 80 Soldaten. Rund 250 Soldaten der schwedischen Pori Brigade mit XA-230 Mannschaftstransportpanzern nahmen ebenfalls teil.
Die Türkei entsendet die Fregatte Oruçreis (F-245) der Barbaros-Klasse, Frankreich die U-Jagdfregatte Latouche-Tréville (D646) der Georges-Leygues-Klasse, Belgien die Fregatte Louise-Marie (F931) der Karel-Doorman-Klasse, die Niederlande die De Ruyter (F804) der De-Zeven-Provinciën-Klasse, Spanien die Fregatte Cristóbal Colón (F105) der Álvaro-de-Bazán-Klasse und das Versorgungsschiff Cantabria.
Schweden beteiligte sich mit der Korvette Karlstad (K35) der Visby-Klasse und Norwegen mit der Fregatte Helge Ingstad (F313) der Fridtjof-Nansen-Klasse mit den U-Booten Utstein (S302) und Uredd (S305) der U-Boot-Klasse 210.
Hierzu gehören Schiffe, die auch an der multinationalen Standing NATO Maritime Group 1 (SNMG 1) und Standing NATO Maritime Group 2 (SNMG 2) beteiligt sind.

## Ablauf

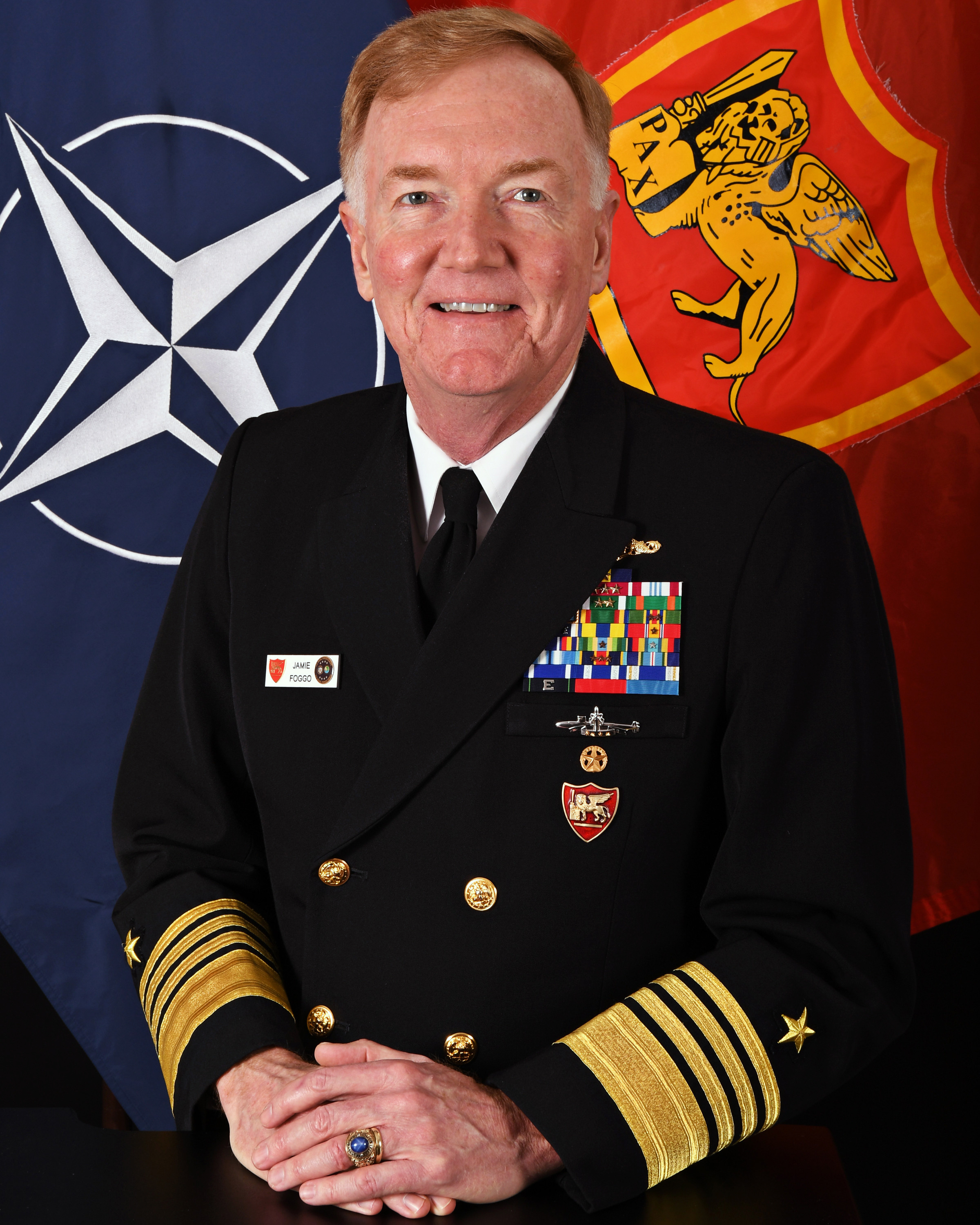
US-Admiral James G. Foggo III leitet das Manöver

Geleitet wurde die Übung von US-Admiral James G. Foggo III, Befehlshaber des NATO-Hauptkommandos Allied Joint Force Command Naples und zugleich Befehlshaber des US-Großverbandes United States Naval Forces Europe - Naval Forces Africa (NAVEUR-NAVAF).
Die Übung gliederte sich wie folgt:
- Ab September 2018: Truppen- und Materialtransporte
- 25. Oktober bis 7. November 2018: Hauptübung (LIVEX)
- 14. bis 23. November 2018: Stabsübung (CPX) im Joint Warfare Centre (JWC) in Stavanger[10]
- bis Dezember 2018: Rückverlegung.

Am Boden fand die Übung hauptsächlich im Osten Norwegens in Trøndelag (südlich von Trondheim) und in Hedmark (nördlich von Rena). Luft- und Seeübungen fanden in den Hoheitsgebieten von Norwegen, Schweden und Finnland statt. Zweck der Übung war die Überprüfung und Sicherstellung der Einsatzbereitschaft und Kampfkraft der NATO Response Force (NRF) und der Very High Readiness Joint Task Force (VJTF) dazugehörend ein Fähigkeitstest des NATO-Kommandos, unterstützende Kräfte organisatorisch in militärische Operationen einzubinden. Letztere Überprüfung, die im Joint Warfare Centre (JWC) stattfand, war zugleich die Zertifizierung des Allied Joint Force Command Naples.
Den norwegischen Streitkräften zufolge stellten die NATO und das norwegische Verteidigungsministerium 1,5 Milliarden norwegische Kronen (umgerechnet 157 Millionen Euro) für die Übung bereit. Damit wurden unter anderem 35.000 Betten, 1,9 Millionen Mahlzeiten, 4,6 Millionen Wasserflaschen und 660.000 Kilogramm an Wäsche finanziert.
Nach Berichten in isländischen Medien haben sich 6000 Angehörige von NATO-Streitkräften, die sich auf dem Seeweg zum Manöver nach Norwegen befanden, in Reykjavík aufgehalten und dort das Geschäft der Bars durch hohen Konsum von Bier belebt.
Am 29. Oktober 2018 wurde bekannt, dass die russische Seekriegsflotte im Atlantik vor der Küste von Trondheim während des NATO-Manövers vom 1. bis 3. November 2018 Raketenübungen abhalten werde, die auch teilweise im Manövergebiet der NATO liegen.

## Unfälle
Am 24. Oktober wurden vier US-Soldaten der 51st Composite Truck Company in Kongsberg bei einem Verkehrsunfall verletzt und am 2. November 2018 zwei US-Soldaten in Rennebu.
Nach der Teilnahme am Manöver kollidierte am 8. November 2018 die norwegische Fregatte Helge Ingstad (F313) der Fridtjof-Nansen-Klasse bei Øygarden in der Provinz Vestland vor einem Ölterminal mit dem Öltanker Sola TS. Dabei wurde die Fregatte so schwer beschädigt, dass sie fünf Tage später sank. Die Besatzung konnte das Schiff verlassen.
Ein Bundeswehr-Soldat der 5. Kompanie des Gebirgsjägerbataillons 232 wurde in Holtålen von einem zivilen Fahrzeug erfasst und starb noch an der Unfallstelle.

## Zum Kontext
Die NATO hatte nach dem Ende des Kalten Krieges das Training für den Bündnisfall lange Zeit deutlich reduziert. Seitdem Russland 2014 die ukrainische Halbinsel Krim besetzt und annektiert hat, fühlen sich Polen und die drei baltischen Staaten (Litauen, Lettland und Estland) von Russland bedroht; sie fordern Aufrüstung und mehr Abschreckung.
Am 2. März 2017 führte Schweden die 2010 ausgesetzte Wehrpflicht wird wieder ein.
Am 24. Juli 2018 rügte der russische Verteidigungsminister Sergej Schoigu Finnland und Schweden wegen ihres engen Verhältnisses zur NATO. Sollten beide Länder dem Verteidigungsbündnis beitreten, werde Russland darauf reagieren müssen. Er behauptete, eine derartige Ausweitung der NATO würde die globale Sicherheit gefährden.